# アワ・デイ・ウィル・カム
「アワ・デイ・ウィル・カム」（Our Day Will Come）は、ルビー&ザ・ロマンティックスが1962年に発表した楽曲。邦題は「燃ゆる初恋」。翌1963年に全米1位を記録した。多くのミュージシャンにカバーされている。

## 概要
ボブ・ヒリアードが作詞し、モート・ガーソンが作曲した。「アワ・デイ・ウィル・カム」は当初、カップ・レコードにいたジャック・ジョーンズが歌う予定だったが、同レーベルと契約したばかりのルビー&ザ・ロマンティックスが自分たちに歌わせてくれとプロデューサーのアレン・スタントンを説得。ヒリアードとガーソンも、もしロマンティックスのレコードがヒットしなかったらジャック・ジョーンズのレコードを出すことを条件にしぶしぶ承諾した。リロイ・カークランド（Leroy Kirkland）の編曲により、ミドル・テンポのものと、ハモンドオルガンのソロを伴うボサノヴァ・スタイルのものの2つのバージョンがレコーディングされ、後者がグループのデビュー・シングルとして1962年12月に発売された。
1963年3月23日付のビルボード・Hot 100の1位を記録。また、R&Bチャートでも1位を記録した。ビルボードの1963年の年間チャートでは33位を記録した。イギリスは38位、オーストラリアは11位、ニュージーランドは1位を記録した。

## エイミー・ワインハウスのバージョン
2003年のファースト・アルバム『Frank』のレコーディング・セッションで録音されたものの、アルバムには収録されなかった。
2011年7月23日、エイミー・ワインハウスはロンドンの自宅で遺体で発見される。「アワ・デイ・ウィル・カム」はその年の11月にシングルとして発売。ミュージック・ビデオも制作された。同年12月に発売されたコンピレーション・アルバム『Lioness: Hidden Treasures』に収録された。
イギリスで29位、スペインで26位、ハンガリーで27位を記録。日本でもヒットし、Billboard Japan Hot 100で14位を記録した。

## その他のバージョン
|        | アーティスト名                                             | レコード                                                                    |
| ------ | ---------------------------------------------------------- | --------------------------------------------------------------------------- |
| 1963年 | ジュリー・ロンドン                                         | 『The End of the World』                                                    |
| 1963年 | ボビー・ダーリン                                           | 『18 Yellow Roses & 11 Other Hits』                                         |
| 1963年 | パティ・ペイジ                                             | 『Say Wonderful Things』                                                    |
| 1963年 | ブレンダ・リー                                             | 『Let Me Sing』                                                             |
| 1963年 | ジョージ・チャキリス                                       | 『You're Mine, You』                                                        |
| 1963年 | ディー・ディー・シャープ                                   | 『Do the Bird』                                                             |
| 1963年 | ボビー・ライデル                                           | 『The Top Hits of 1963』                                                    |
| 1964年 | トリニ・ロペス                                             | 『The Love Album』                                                          |
| 1964年 | ナンシー・ウィルソン                                       | 『Today, Tomorrow, Forever』                                                |
| 1964年 | アニタ・ブライアント                                       | 『The World of Lonely People』                                              |
| 1964年 | ベティ・エバレット&ジェリー・バトラー                      | 『Delicious Together』                                                      |
| 1966年 | シェール                                                   | シングル「バン・バン」のB面                                                 |
| 1966年 | クリフ・リチャード                                         | 『Kinda Latin』                                                             |
| 1966年 | ジェームズ・ブラウン                                       | 『Handful of Soul』                                                         |
| 1966年 | クリス・モンテス                                           | 『Time After Time』                                                         |
| 1967年 | ウィ・ファイヴ                                             | 『Make Someone Happy』                                                      |
| 1968年 | ロジャー・ニコルズ &ザ・スモール・サークル・オブ・フレンズ | 『Roger Nichols & The Small Circle of Friends』                             |
| 1969年 | クラシックス・フォー                                       | 『Traces』                                                                  |
| 1970年 | アイザック・ヘイズ                                         | 『...To Be Continued』                                                      |
| 1972年 | ボビー・ヴィントン                                         | 『Sealed with a Kiss』                                                      |
| 1973年 | カーペンターズ                                             | 『ナウ・アンド・ゼン』                                                      |
| 1975年 | フランキー・ヴァリ                                         | 『Our Day Will Come』                                                       |
| 1979年 | エスター・フィリップス                                     | 『Here's Esther Are You Ready』                                             |
| 1982年 | ディオンヌ・ワーウィック                                   | 『Heartbreaker』                                                            |
| 1983年 | トニー・ジョー・ホワイト                                   | 『Dangerous』                                                               |
| 1989年 | k.d.ラング                                                 | 映画『Shag』のサウンドトラック                                              |
| 1992年 | 井上睦都実                                                 | 『恋は水色』                                                                |
| 2001年 | クリスティーナ・アギレラ                                   | 『Just Be Free』                                                            |
| 2005年 | ジェイミー・カラム                                         | 『Catching Tales』                                                          |
| 2014年 | 野宮真貴                                                   | 『実況録音盤! 野宮真貴、渋谷系を歌う。』                                    |
| 2022年 | ダリル・ホール                                             | 『BeforeAfter』。 オンライン音楽番組『Live from Daryl's House』からの音源。 |